# Svoboda (nakladatelství)
Nakladatelství Svoboda bylo československé nakladatelství působící v letech 1945–1998.
Nakladatelství se zaměřovalo na politickou a společenskou literaturu převážně z oblasti marxismu-leninismu. Vzniklo roku 1945 jako účelové zařízení KSČ. Vydávalo politickou i krásnou literaturu, poezii, ale také slovníky a sborníky o SSSR a komunistické politické teorii.
V nakladatelství byly postupně vytvořeny redakce beletrie, redakce politické a vědecké literatury a redakce umělecké a literární kritiky a zejména od 60. a 70. let 20. století tak v nakladatelství vyšla i cela řada děl významných zahraničních autorů různých žánrů. Ročně vydávalo okolo 100 titulů, nakladatelství mělo i vlastní prodejnu.

## Edice
V nakladatelství vycházely mimo jiné tyto edice:
- Antická knihovna, v nakladatelství Svoboda vycházela letech 1969–1996, později tuto edici převzala jiná nakladatelství. Na překladech děl antických autorů se podíleli přední českoslovenští historikové a klasičtí filologové.
- 10 románů o zločinu: kompletní vydání série tzv. románů o zločinu v jednotné grafické úpravě, od švédské autorské dvojice Maj Sjöwallová, Per Wahlöö s hlavním hrdinou policejním komisařem Martinem Beckem a jeho kolegy ze stockholmského oddělení vražd.
- Ekonomie a společnost: od roku 1964.
- Filosofická knihovna: od roku 1965 do roku 1974.
- Jiskry: od roku 1970, světová literatura. Do roku 1986 v edici vyšlo kolem 160 knih různých žánrů beletrie: romány, detektivní a krimi literatura, vědecko-fantastická literatura, utopie resp. antiutopie, vzpomínkové knihy ad.[2]
- Omnia: edice hlavně překladové literatury širokého žánrového zaměření: romány, detektivní a krimi literatura, dobrodružné knihy, vědecko-fantastická literatura. Kromě beletrie byla v edici zastoupena i literatura faktu. Vycházela v letech 1967 až 1996 resp. 1997 (v roce 1997 vyšel jen jeden svazek). Celkem zde vyšlo přes 300 knih.[3][4]
- Světová četba: od roku 1948 do roku 1955, kdy tuto edice převzalo SNKLHU (Státní nakladatelství krásné literatury, hudby a umění), později přejmenované na Odeon. V rámci nakladatelství Svoboda vyšlo 56 svazků edice.
- Zeměmi světa: od roku 1963. Do roku 1990 v této edici literatury faktu vyšlo přes 100 svazků věnujících se jednotlivým státům všech kontinentů.

## Jméno nakladatelství
Jméno nakladatelství se v čase měnilo a měnila se i právní forma.
- Svoboda (1945–1952)
- Státní nakladatelství politické literatury (SNPL) (1953–1958)
- Nakladatelství politické literatury (NPL) (1959–1965)
- Svoboda (1966–1992)
- Nakladatelství Svoboda - Libertas (1992–1994), státní podnik
- Nakladatelství Svoboda (1994–1998), jméno po privatizaci předchozího, akciová společnost, zlikvidována v roce 2009